# Abric Agut
L'Abric Agut és un jaciment prehistòric al cingle del Capelló al municipi de Capellades, (l'Anoia), declarat bé cultural d'interès nacional.

Està situat entre les coves de Zulueta i la del Sellarès. En un primer moment se li va atribuir una cronologia pertanyent al Paleolític mitjà, però en les darreres investigacions s'ha catalogat dins el Mesolític a partir de les datacions radiomètriques, els estudis antracològics, els tipus de restes de fauna i les característiques de les restes lítiques, pròpies d'aquest període.
Va ser descobert l'any 1909 i va ser excavat per Amador Romaní durant els anys 1910 i 1914. No es van reprendre les excavacions fins a l'any 1976 per part de L. G. Freeman, E. Ripoll i H. de Lumley. Posteriorment, l'any 1985 es va dur a terme una altra intervenció dins el projecte de recerca Abric Romaní- Cingles del Capelló i unes darreres intervencions als anys 1999 i 2001, dins el mateix projecte.

## Història de les intervencions
Les primeres investigacions i intervencions a l’Abric Agut van ser efectuades els anys 1910 i 1914 per part d'Amador Romaní, arran de la troballa de restes arqueològics a la zona per J. Agut. L'Amador Romaní, que en el moment de la troballa estava excavant a l'Abric Romaní, va fer dues intervencions a l’Abric Agut:
-La primera excavació, realitzada l’any 1910, va ser sota la direcció de Lluís Marià Vidal. Es va excavar una trinxera a la part central del jaciment, on es va documentar una seqüència estratigràfica de quatre metres, amb un mínim de tres nivells arqueològics. I va haver la troballa de quatre molars, que van ser atribuïts a l'Homo neanderthalensis.
-La segona intervenció que es va realitzar el 1914, es va situar a la cara de l'extrem nord del jaciment. Amb una seqüència estratigràfica de 5 metres, la descripció fou molt similar a la resultada de l'excavació de 1910. Destaca la troballa d'una petxina perforada de Conus mediterraneus i una valva de Pectunculus violaescens.
Durant els anys 50 i 60 es van reiniciar les excavacions al jaciment veí de l'Abric Romaní, el que també va tenir incidència en l’Abric Agut; en concret, en l'extrem sud. Aquest cop, l'excavació va ser dirigida per E. Ripoll i H. De Lumley. Aquests treballs van suposar per a l’Abric Agut la reinterpretació de la indústria lítica, situada, segons aquests estudis, en fàcies mosterianes; i fins al moment, van ser l’únic estudi aprofundit de les restes humanes
Durant l’any 1976 es portà a terme una campanya, on van participar la Universitat de Chicago i el Museu Arqueològic de Barcelona, sota la direcció de L. Freeman i, de nou, E. Ripoll i H. De Lumley; i centrada aquesta en la part Sud del jaciment, menys afectada per les excavacions prèvies. Es va detectar una seqüència estratigràfica de 14 nivells. Segons les seves interpretacions, els nivells més superiors presentaven unes condicions paleoclimàtiques més humides i càlides que les capes més profundes, marcant un augment de la temperatura. Les interpretacions de la cultura material van resultar similars a les proposades per Ripoll i De Lumley, indicant que es tractava de tecnologia mosteriana. Això situaria les mostres en un moment interglacial, dins de la glaciació würmiana, on s'alternaven períodes de fortes pluges amb períodes més secs, produint-se les primeres ocupacions humanes en una fase més humida i temperada. L’any 1985, es va dur a terme una nova campanya arqueològica, a càrrec de l'equip de recerques paleo-eco-socials de la Universitat de Girona, sota la direcció d'Eudald Carbonell i Rafael Mora.
Finalment, l’activitat arqueològica es va reiniciar l’any 1999 i es va estendre fins al 2002, amb un equip dirigit per Montse Esteban i Manuel Vaquero, en el marc de la investigació projecte “Abric Romaní- Cingles del Capelló”, desenvolupat per la Universitat Rovira i Virgil. L’objectiu fou establir una relació temporal de la seqüència Abric Agut, mitjançant datacions radiomètriques. Les recerques d’aquestes últimes intervencions van acabar proposant unes datacions del final del Plistocè - inicis de l'Holocè, per a les ocupacions de l’Abric Agut. Aquestes noves datacions van empènyer la necessitat de la revisió dels materials arqueològics i les restes humanes.

## Troballes arqueològiques
A les primeres intervencions fetes per Romaní es va excavar una trinxera de 5x6,5 m. a l'àrea central del jaciment. S'hi van trobar restes lítiques que es van atribuir al Mosterià per similitud amb les trobades a l'Abric Romaní i també quatre molars humans. Als anys 50 i 60 H. De Lumley i E. Ripoll van revisar les troballes. Van catalogar les restes lítiques dins la categoria de Mosterià denticulat i van fer el primer estudi de dents humanes, concloent que aquests pertanyien a neandertals.
A la intervenció de l'any 1976 es va excavar una altra àrea del jaciment, fent un estudi paleoclimàtic. Segons l'estratigrafia, el període del jaciment corresponia a un període interglacial o interesatadial de la glaciació würmiana. Se segueix catalogant al jaciment com pertanyent al Paleolític mitjà, a partir de la lítica mosteriana, però s'hi van trobar restes poc comuns d'aquest període, com una gran presència de restes de conill algunes d'elles amb traces de consum humà.
A les intervencions dutes a terme en els anys 1999 i 2001 es va excavar una àrea de 35 m². Les unitats arqueològiques documentades presentaves una minsa quantitat de restes, entre les quals es destaca el predomini de les restes faunístiques de conill, fet poc habitual en jaciments mosterians, i una representació més reduïda d'altres espècies com el cérvol, la cabra, la tortuga i el llop.
Els estudis antracològics demostren també un patró poc habitual en aquest període. Hi ha una absència de pi (pràcticament l'única espècie representada a l'Abric Romaní en aquesta època) i la presència d'una gran varietat de tàxons com Hedera sp., Prunus sp. i Juniperus sp., entre d'altres.
Quant a la indústria lítica hi destaca l'ús del sílex, seguit de la calcària, trobant-se altres materials com el quars, el granit o el gres, menys representats. La restes lítiques són producte d'una talla bifacial, amb predomini de denticulats i amb nuclis molt reduïts, fet que indica un aprofitament màxim d'aquests.
L'estudi de l'estratigrafia i les datacions radiomètriques realitzades durant aquestes dues intervencions va comportar una reelaboració del discurs sobre la cronologia del jaciment. Les datacions radiomètriques van donar un resultat d'entre 11 ka cal BP i 9 ka cal BP, situant al jaciment dins el Mesolític i no pas al Paleolític mitjà. Això va tenir sentit en funció d'algunes de les incoherències en les restes arqueològiques, esmentades anteriorment. Finalment, la indústria lítica es va redefinir atribuint-la al grup mesolític macrolític o també anomenat d'oscles i denticulats.

### Indústria lítica
Tradicionalment, el registre de l'Abric Agut va ser comparat amb l'Abric Romaní, amb el que es van establir similituds, tant des del punt de vista cronològic com cultural. Els dos jaciments van ser des d'un principi, atribuïts al Paleolític mitjà, segons els estudis fets anteriorment; i presenten un mateix tipus de registre lític i faunístic. Algunes interpretacions havien plantejat, fins i tot, una correlació a nivell sedimentari entre nivells dels dos jaciments.
La indústria lítica és l'àmbit del registre arqueològic de l'Abric Agut que més semblances mostra amb el de l'Abric Romaní. De fet, si ens atenem només als conjunts lítics, no és estrany que, fins ara, s'hagués considerat l'Abric Agut com un jaciment del Paleolític mitjà. Tanmateix, les intervencions fetes a partir de l'any 1999 van permetre veure diferències entre ambdues seqüències, que ja indicaven que es tractava de dos complexos cultural i cronològic diferents.
El sílex és la matèria primera més explotada a totes les unitats arqueològiques, amb percentatges al voltant del 70-80%. Encara que també s'ha constatat la talla d'altres materials, especialment, de la calcària. S'observa un ús diferencial de les matèries primeres, ja que la calcària és pràcticament l'únic material utilitzat en la configuració de còdols tallats, mentre que el sílex es dedica exclusivament a la producció d'ascles i la configuració d'artefactes sobre ascla.
No s'ha trobat cap evidència que indiqui el desenvolupament d'estratègies de producció laminar. Tant l'estudi dels nuclis com de les ascles, mostren un clar domini dels mètodes de talla centrípets; havent-se identificat alguns nuclis caracteritzats per les estructures jerarquitzades, similars a les que defineixen el mètode Levallois. A l'Abric Agut, la indústria lítica no presenta diferències tecnològiques ni tipològiques significatives, entre els nivells arqueològics. La distribució dels artefactes retocats per grups tipològics, mostra un clar predomini dels denticulats. Dins d'aquest grup, s'observen representacions equilibrades d'osques, rascadores denticulades i espines; encara que les primeres són una mica més nombroses. Destaca també la presència significativa dels còdols tallats, què constitueixen la segona categoria més representada. Es tracta en tots els casos de configurats unifacials, entre els que cal citar un pic trobat en el nivell 4.7c. Destaca especialment, la pràctica absència de molts dels tipus habituals en els conjunts del Paleolític superior (gratadors, burins, puntes i làmines de dors), així com d'elements geomètrics
De fet, les característiques d'aquest conjunt, són habituals en diversos jaciments epipaleolítics, datats entre els 9 i 7 ka a diferents llocs de la conca mediterrània peninsular. Segons les datacions obtingudes, l'Abric Agut sembla el jaciment més antic, documentant la transició del Plistocè-Holocè

### Estratigrafia
La seqüència estratigràfica, procedent de les intervencions realitzades a partir de l’any 1999, correspon a la part inferior de la descrita inicialment per Amador Romaní. Es van descriure cinc nivells diferents:
Nivell 4.4: Fragments de travertí en matriu arenosa de color gris i dipòsits de llims grocs, característics del reompliment dels gorgs. Restes de mol·luscs molt abundants. El nivell té un gruix de 30cm.
Nivell 4.5: Depòsit d’uns 15 cm de gruix format, per llims de color marró en un paquet força homogeni.
Nivell 4.6: Fragments de travertí en matriu arenosa de color groc, juntament amb una plataforma travertínica molt disgregada i discontínua. El nivell té un gruix de 15cm.
Nivell 4.7: És una unitat complexa, la qual es divideix en dos grups diferenciats per una superfície erosiva.
Divisió superior.
4.7a: Sorres de color groc amb abundant fracció grollera i fragments de travertí. El nivell té un gruix de 15cm.
4.7b: Llims de color groc amb estructures lenticulars de graves amb estratificació horitzontal. El nivell té un gruix de 30cm.
Divisió inferior:
4.7c: Llims de color marró clar amb blocs de caiguda de cornisa. Fenòmens d’alteració importants per l'efecte de la circulació d’aigua. El nivell té un gruix de 15cm.
Nivell 4.8: Conjunt de plataformes travertíniques. La formació superior és més arenosa i la inferior més compacta. 40cm.
El procés de formació predominant dels dipòsits de l’Abric Agut i, de fet, de tots els jaciments de la Cinglera, està relacionat amb la circulació d’aigua de les surgències de Capellades; un ambient de caiguda, documentat principalment al nivell 4.7.
A la seqüència estratigràfica a la Cinglera del Capelló es van realitzar series de datacions radiomètriques per U/Th i per C14 AMS. Les datacions per U/Th van ser processades pel Geological Survey del Departament d’Interior dels Estats Units. Les mostres procedents de la seqüència arqueològica, van indicar que aquesta està compresa entre els 7.731 ± 370 i els 12.671 ± 1.200 anys BP. Per altra banda, les datacions per C14, generades en el Radiocarbon Accelerator Unit de la Universitat d’Oxford, situaren la capa 4.7 del jaciment entre el 9.185 ± 60 i els 10.085 ± 60 anys BP. Aquestes datacions van oferir resultats coherents entre sí. Tot i així, aquestes noves datacions van obligar a reconsiderar l’assignació estimada fins aquell moment, que ubicaven el jaciment dins el Paleolític mitjà.

### Paleoambient
A través dels estudis antracològics dels carbons recuperats en els diferents nivells a la seqüència de l’Abric Agut s'han identificat: Juniperus sp. (ginebró), Acer sp. (auró), Prunus sp., Sambucus sp. (saüc), Rhamnus cathartica/saxatilis i Pomoidae. Els tàxons més significatius, Acer, Prunus i Rhamnus cathartica/saxatilis, apareixen de forma regular en tots els nivells estratigràfics, mentre que el Juniperus apareix de forma reduïda en els nivells 4.7b i 4.7c (aquest últim presenta la major variabilitat de tàxons del registre), i es troba inexistent en el nivell 4.7a.
És destacable en el jaciment l’absència de Pinus sp. (pi en el jaciment), amb relació a l'Abric Romaní, el qual presenta un domini d'aquest tàxon. Aquest caràcter suggereix diferències paleoambientals notables, i situacions climàtiques divergents al final del Plistocè. Aquest canvi en les condicions climàtiques es pot deure a diversos factors: per un costat, hi ha la possibilitat que, degut als desglaçaments a nivell global, augmentés el caudal tant dels rius com dels aqüífers durant els períodes més freds, i un clima més humit limitaria les possibilitats de desenvolupament dels pins de la zona.
Per altra banda, la Cinglera forma una caiguda d’aigua que es creu que estaria en el període de màxima activitat, el que suposaria un flux d’aigua gairebé constant i un degoteig permanent que reduiria la superfície on poguessin créixer els pins. Aquest ambient càlid i humit coincideix amb els tàxons trobats a les mostres palinològiques. Per un costat, les pertanyents al gènere de les rosàcies (Prunus i Pomoidae), Sambucus i Rhamnus cathartica, són característiques d’ambients humits i de formacions caducifòlies, i juntament amb el Sambucus es poden trobar en rieres. El Juniperus és una espècie colonitzadora d’espais oberts, que es troba des del nivell del mar fins a l’alta muntanya el que, considerant les característiques pròpies de la Cinglera, indica que probablement no creixés a les immediacions del jaciment, sinó en zones menys afectades per la humitat; coincidint així, amb la reduïda aparició del Juniperus en els estrats analitzats esmentats anteriorment.

### Fauna
Els conjunts de fauna procedents de l'Abric Agut mostraven fortes diferències amb les del Abric Romaní, on els cérvols i els cavalls esdevenen les espècies més habituals. De fet, el registre faunístic de l'Abric Agut està caracteritzat pel domini de les restes d´Oryctolagus cuniculus (conill) en totes les unitats. Aquest és un tret habitual en els jaciments del Paleolític superior i Mesolític en el Sud-oest d'Europa.
Altres espècies que es van identificar en aquests conjunts foren Cervus elaphus (cérvol comú) Capra pyrenaica (cabra salvatge), Canis lupus (llop) i dos fragments de closca de tortuga indeterminada. També es van identificar varies aus; Alectoris, A.Barbara (perdiu “moruna”), A.Rufa (perdiu vermella), Nucifraga caryocatactes (trencanous), Pyrrhocorax sp (gralla) i Tyto alba (òliba).
Totes aquestes restes faunístiques són la mostra dels animals que van coexistir amb els homínins a l'Abric Agut. És important saber la relació de la fauna amb les restes d´indústria lítica o restes de materials ossis, quelcom ens dona una idea del context i de la procedència de les mateixes
En l'estudi tafonòmic no es van localitzar marques de tall sobre els ossos de conills, però sí de restes cremades, i els patrons de fracturació d´alguns ossos llargs que van permetre relacionà la seva acumulació amb les activitats humanes. Gràcies als patrons de fracturació observats en fèmurs i tíbies, donant lloc a cilindres en la diàfisi, ha estat possible relacionar la fracturació amb un origen antròpic
Tanmateix, algunes restes presenten modificacions relacionades amb la digestió d´una rapinyaire nocturna com per exemple Bubo bubo (duc) o Strix aluco (gamerús), que probablement també van contribuir en la creació de l’associació de restes de fauna

### Restes humanes
L'Amador Romaní va localitzar, entre altres restes en sediments de l’Abric Agut, vàries peces dentals humanes. Tenint en compte que havien atribuït la tecnologia al Paleolític mitja, aquestes van ser identificades erròniament com Homo neandertalensis. Es tractava de tres dents molars i un premolar, bastant deteriorats, que pertanyen a un mateix individu.
Lumley (1973) va revisar les dents i les va atribuir provisionalment a Homo neanderthalensis, tot i que alertant sobre la seva mala conservació varen indicar que els trets morfològics són compatibles amb un individu Homo sapiens d'edat adulta.
Freeman i Ripoll van recuperar un fragment de crani. Es tracta d’un petit fragment d'os parietal dret d'un individu jove. També és compatible amb una atribució taxonòmica a Homo sapiens. Les pàtines i concrecions que cobrien les quatre dents i del crani, són similars, suggerint que podrien correspondre al mateix conjunt.